# Sopubia
Sopubia  es un género plantas fanerógamas perteneciente a la familia Scrophulariaceae. Ahora clasificada dentro de la familia Orobanchaceae. Comprende 61 especies descritas y de estas, solo 17 aceptadas.

## Taxonomía
El género fue descrito por Buch.-Ham. ex D.Don y publicado en Prodromus Florae Nepalensis 88. 1825.    La especie tipo es:  Sopubia trifida Buch.-Ham. ex D. Don. 

## Especies seleccionadas
- Sopubia aemula
- Sopubia angolensis
- Sopubia angustifolia
- Sopubia argentea
- Sopubia buchneri
- Sopubia cana